# François Olivier Roberge
François Olivier Roberge (15 september 1985) is een Canadees langebaanschaatser. Hij is gespecialiseerd in de 1000 en de 1500 meter.
Op nationaal niveau draait Roberge redelijk mee. Hij eindigt op zijn favoriete afstanden meestal op het podium achter Denny Morrison en/of Steven Elm. Hij heeft nog geen nationale titels achter zijn naam staan. Op internationaal niveau bungelt hij meestal tussen de A- en de B-groep. Op de Olympische Winterspelen van Turijn werd hij 16e op de 1000 meter.

## Persoonlijke records
| Afstand    | Tijd    | Datum            | Baan           |
| ---------- | ------- | ---------------- | -------------- |
| 500 meter  | 35,47   | 27 december 2009 | Calgary        |
| 1000 meter | 1.08,66 | 29 december 2009 | Calgary        |
| 1500 meter | 1.45,04 | 8 maart 2007     | Salt Lake City |
| 3000 meter | 3.52,36 | 25 november 2004 | Calgary        |
| 5000 meter | 6.52,72 | 20 december 2004 | Calgary        |

## Resultaten
| Jaar | NK Afstanden               | NK Sprint | NK Allround | WK Afstanden       | Olympische Spelen | Wereldbeker                          | WK Junioren          |
| ---- | -------------------------- | --------- | ----------- | ------------------ | ----------------- | ------------------------------------ | -------------------- |
| 2001 |                            |           | NC52        |                    |                   |                                      |                      |
| 2002 |                            |           |             |                    |                   |                                      | 28e 4e achtervolging |
| 2003 |                            | NC30      | 13e         |                    |                   |                                      |                      |
| 2004 |                            |           | NC15        |                    |                   |                                      | achtervolging        |
| 2005 |                            |           | 14e         |                    |                   |                                      | 10e · achtervolging  |
| 2006 | 8e 500m · 1000m · 6e 1500m |           |             |                    | 16e 1000m         | 53e 500m 31e 1000m 40e 1500m         |                      |
| 2007 | 500m · 1000m · 1500m       |           |             | 15e 1000m 7e 1500m |                   | 39e 100m 39e 500m 9e 1000m 14e 1500m |                      |
| 2008 | 8e 500m 7e 1000m           |           |             | 21e 1000m          |                   | 24e 1000m 24e 1500m                  |                      |
| 2009 | 7e 500m · 1000m · 4e 1500m |           |             | 16e 1000m          |                   |                                      |                      |
| 2010 |                            |           |             |                    | 20e 1000m         |                                      |                      |

### Medaillespiegel
| Kampioenschap | Goud | Zilver | Brons |
| ------------- | ---- | ------ | ----- |
| NK Afstanden  | 0    | 1      | 4     |
| WK Junioren   | 0    | 2      | 0     |